# ماركو فيغيروا
ماركو فيغيروا (بالإسبانية: Marco Figueroa)‏ هو لاعب كرة قدم مكسيكي، ولد في 4 ديسمبر 1989. لعب مع ريبوسيروس دي لا بيداد ‏.

## روابط خارجية
- ماركو فيغيروا على موقع قاعدة بيانات كرة القدم.إي يو (الإنجليزية)
- ماركو فيغيروا على موقع Soccerway.com (الإنجليزية)